# غمبيا
غمبيا هي بلدة، في أستراليا، تقع في كوينزلاند، هي عاصمة Gympie Region ‏، بلغ عدد سكانها 10,803  نسمة وذلك حسب إحصائيات سنة 2016، رمزها البريدي هو 4570.

## المناخ
يظهر الجدول التالي التغييرات المناخية على مدار السنة لغمبيا:
| البيانات المناخية لـغمبيا         | البيانات المناخية لـغمبيا | البيانات المناخية لـغمبيا | البيانات المناخية لـغمبيا | البيانات المناخية لـغمبيا | البيانات المناخية لـغمبيا | البيانات المناخية لـغمبيا | البيانات المناخية لـغمبيا | البيانات المناخية لـغمبيا | البيانات المناخية لـغمبيا | البيانات المناخية لـغمبيا | البيانات المناخية لـغمبيا | البيانات المناخية لـغمبيا | البيانات المناخية لـغمبيا |
| الشهر                             | يناير                     | فبراير                    | مارس                      | أبريل                     | مايو                      | يونيو                     | يوليو                     | أغسطس                     | سبتمبر                    | أكتوبر                    | نوفمبر                    | ديسمبر                    | المعدل السنوي             |
| --------------------------------- | ------------------------- | ------------------------- | ------------------------- | ------------------------- | ------------------------- | ------------------------- | ------------------------- | ------------------------- | ------------------------- | ------------------------- | ------------------------- | ------------------------- | ------------------------- |
| الدرجة القصوى °م (°ف)             | 42.4 (108.3)              | 41.3 (106.3)              | 38.1 (100.6)              | 35.6 (96.1)               | 32.8 (91.0)               | 29.2 (84.6)               | 30.2 (86.4)               | 34.3 (93.7)               | 38.2 (100.8)              | 40.1 (104.2)              | 42.2 (108.0)              | 42.0 (107.6)              | 42.4 (108.3)              |
| متوسط درجة الحرارة الكبرى °م (°ف) | 31.3 (88.3)               | 30.4 (86.7)               | 29.3 (84.7)               | 27.3 (81.1)               | 24.5 (76.1)               | 22.1 (71.8)               | 21.9 (71.4)               | 23.4 (74.1)               | 26.1 (79.0)               | 28.3 (82.9)               | 30.2 (86.4)               | 31.3 (88.3)               | 27.2 (81.0)               |
| متوسط درجة الحرارة الصغرى °م (°ف) | 19.6 (67.3)               | 19.7 (67.5)               | 18.2 (64.8)               | 14.7 (58.5)               | 10.8 (51.4)               | 8.0 (46.4)                | 6.3 (43.3)                | 7.1 (44.8)                | 10.3 (50.5)               | 13.8 (56.8)               | 16.5 (61.7)               | 18.6 (65.5)               | 13.6 (56.5)               |
| أدنى درجة حرارة °م (°ف)           | 12.0 (53.6)               | 12.3 (54.1)               | 9.8 (49.6)                | 3.6 (38.5)                | −0.9 (30.4)               | −3.3 (26.1)               | −4.3 (24.3)               | −1.8 (28.8)               | 1.3 (34.3)                | 4.6 (40.3)                | 3.5 (38.3)                | 10.1 (50.2)               | −4.3 (24.3)               |
| معدل هطول الأمطار مم (إنش)        | 161.9 (6.37)              | 167.3 (6.59)              | 144.7 (5.70)              | 82.9 (3.26)               | 71.4 (2.81)               | 60.2 (2.37)               | 51.3 (2.02)               | 40.0 (1.57)               | 45.0 (1.77)               | 72.0 (2.83)               | 87.5 (3.44)               | 136.6 (5.38)              | 1٬120٫8 (44.11)           |
| متوسط الأيام الممطرة (≥ 0.2mm)    | 12.8                      | 13.6                      | 14.4                      | 11.5                      | 10.3                      | 8.3                       | 6.9                       | 6.4                       | 6.7                       | 8.2                       | 9.5                       | 11.2                      | 119.8                     |
| المصدر: Bureau of Meteorology     |                           |                           |                           |                           |                           |                           |                           |                           |                           |                           |                           |                           |                           |

## أعلام
- ثيلما كيني
- غريغوري تشارلز ريفرز
- إليجاه كاري
- كريستوفر سكوت
- فرنسيس إيزيدور باور
- ليال واتسون
- فرانك بارنز
- لين ستيفان
- بيلي ويلسون